# Doctor Francisco Castillo Nájera
Doctor Francisco Castillo Nájera är en ort i Mexiko.   Den ligger i kommunen Pánuco de Coronado och delstaten Durango, i den centrala delen av landet, 800 km nordväst om huvudstaden Mexico City. Doctor Francisco Castillo Nájera ligger 1 941 meter över havet och antalet invånare är 261.
Terrängen runt Doctor Francisco Castillo Nájera är platt åt sydväst, men åt nordost är den kuperad. Runt Doctor Francisco Castillo Nájera är det glesbefolkat, med 9 invånare per kvadratkilometer. Närmaste större samhälle är Colonia Anáhuac, 10,5 km väster om Doctor Francisco Castillo Nájera. Trakten runt Doctor Francisco Castillo Nájera består i huvudsak av gräsmarker.